# Leopoldine Tuczek

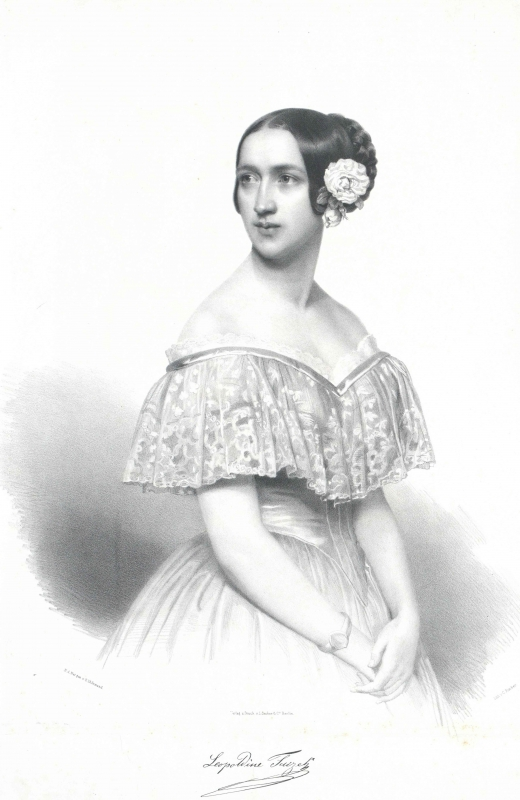
Leopoldine Tuczek, Lithographie

Leopoldine Margarethe Tuczek-Herrenburg (* 11. November 1821 in Wien; † 20. Oktober 1883 in Baden bei Wien) war eine österreichische Opernsängerin (Sopran/Koloratursopran).

## Leben
Leopoldine Tuczek war die Tochter des Komponisten und Musiklehrers Franz Tuczek (1782–1850). Sie studierte 1829 bis 1834 am Konservatorium der Gesellschaft der Musikfreunde in Wien und debütierte am 7. August 1836 am Kärntnertor-Theater in Joseph Weigls Oper Nachtigall und Rabe. 1841 gastierte sie an der Königlichen Oper in Berlin, wo sie anschließend bis 1861 engagiert war.
Sie wirkte am 7. Dezember 1844 bei der Uraufführung von Giacomo Meyerbeers Oper Ein Feldlager in Schlesien mit und verkörperte die Vielka. Bei der Uraufführung von Otto Nicolais Oper Die lustigen Weiber von Windsor am 9. März 1849 sang sie die Frau Fluth. Als Konzertsängerin trat sie mit Werken von Carl Loewe hervor, der ihr die Ballade Des Glockentürmers Töchterlein op. 112 a widmete.
1850 heiratete sie in Berlin den preußischen Kammermusiker Herrenburg.

## Familie
Ihr Bruder Philipp Tuczek (1824–1888) war Komponist und Violinist in der Berliner Hofkapelle. Ihre Nichte Felicia Tuczek (1849–1905) war eine Schülerin von Clara Schumann und trat als Pianistin und Komponistin hervor. Ihre Nichte Clara Tuczek (1854–1919) wurde als Konzertsängerin bekannt und heiratete 1881 den Komponisten Max Bruch.